# Liste der Äbte von Westminster
Die folgenden Personen waren Äbte und Dekane der Westminster Abbey (England):

## Äbte von Westminster
- Edwin  	    	 1049–1071?
- Geoffrey von Jumièges 	  	1071?–1075?
- Vitalis von Bernay 	  	1076?–1085
- Gilbert Crispin 	  	1085–1117
- Herbert 	  	1121–1136?
- Gervase von Blois 	  	1138–1157?
- Laurence von Durham 	  	1158?–1173
- Walter von Winchester 	  	1175–1190
- William Postard 	  	1191–1200
- Ralph de Arundel (alias Papillon) 	  	 1200–1214
- William de Humez 	  	1214–1222
- Richard de Berkying 	  	1222–1246
- Richard de Crokesley 	  	1246–1258
- Phillip de Lewisham 	  	1258
- Richard of Ware 	  	1258–1283
- Walter de Wenlok 	  	1283–1307
- Richard de Kedyngton (alias Sudbury) 	  	1308–1315
- William de Curtlyngton 	  	1315–1333
- Thomas de Henley 	  	1333–1344
- Simon de Bircheston 	  	1344–1349
- Simon Langham	  	1349–1362
- Nicholas de Litlyngton 	  	1362–1386
- William de Colchester 	  	1386–1420
- Richard Harweden 	  	1420–1440
- Edmund Kyrton 	  	1440–1462
- George Norwich 	  	1463–1469
- Thomas Millyng 	  	1469–1474
- John Esteney 	  	1474–1498
- George Fascet 	  	1498–1500
- John Islip 	  	1500–1532
- William Boston 	  	1533–1540

## Dekane von Westminster
- Thomas Thirlby 1540–1550 (einziger Bischof von Westminster)
- William Benson 	1540–1549
- Richard Cox 	  	1549–1553 (auch Bischof von Ely)
- Hugh Weston 	  	1553–1556
- John Feckenham 	  	1556–1559 (kurzzeitig wieder Abt von Westminster)
- William Bill 	  	1560–1561
- Gabriel Goodman 	  	1561–1601
- Lancelot Andrewes 	  	1601–1605 (auch Bischof von Chichester und von Ely)
- Richard Neile 	  	1605–1610 (auch Erzbischof von York)
- George Montaigne 	  	1610–1617 (auch Erzbischof von York)
- Robert Tounson 	  	1617–1620 (auch Bischof von Salisbury)
- John Williams 	  	1620–1644 (auch Erzbischof von York)
- Richard Steward	1644–1651
- John Earle 	1660–1662 (auch Bischof von Salisbury)
- John Dolben 	1662–1683
- Thomas Sprat 	1683–1713 (auch Bischof von Rochester)
- Francis Atterbury 	1713–1723 (auch Bischof von Rochester)
- Samuel Bradford 	1723–1731 (auch Bischof von Rochester)
- Joseph Wilcocks 	1731–1756 (auch Bischof von Rochester)
- Zachary Pearce 	1756–1768 (auch Bischof von Rochester)
- John Thomas 	1768–1793 (auch Bischof von Rochester)
- Samuel Horsley 	1793–1802 (auch Bischof von Rochester)
- William Vincent 	1802–1815
- John Ireland 	1816–1842
- Thomas Turton 	1842–1845
- Samuel Wilberforce	1845 (auch Bischof von Oxford und von Winchester)
- William Buckland 	1845–1856
- Richard Chenevix Trench 	1856–1864 (auch Erzbischof von Dublin)
- Arthur Penrhyn Stanley 	1864–1881
- George Granville Bradley 	1881–1902
- Joseph Armitage Robinson 	1902–1911
- Herbert Edward Ryle 	1911–1925 (auch Bischof von Exeter und von Winchester)
- William Foxley Norris 	1925–1937 Abbildung auf einer Sammelkarte
- Paul de Labilliere 	1938–1946
- Alan Campbell Don 	1946–1959
- Eric Symes Abbott, KCVO 	1959–1974
- Edward Carpenter, KCVO 	1974–1985
- Michael Mayne, KCVO 	1986–1996
- (Arthur) Wesley Carr, KCVO 	1997–2006
- John Robert Hall, KCVO 	2006–2019
- David Hoyle   2019–heute